# MHC Dash
Mixed Hockeyclub Dash is een Nederlandse hockeyclub uit de Groningse plaats Hoogezand. De naam 'Dash' verwijst naar de Engelse term voor vermorzelen. In eerste instantie werd door de oprichters voor de naam 'Flick' gekozen, wat een Engelse hockeyterm is voor 'slag'. De hockeybond wees deze naam echter af omdat deze naam aanleiding zou kunnen geven tot zotterij en spotterij, vanwege de Nederlandse term 'flikker'.
De club werd opgericht in 1931 en speelt op Sportpark Kalkwijck. In het seizoen 2022/23 komt Dames 1 uit in de vierde klasse, en Heren 1 uit in de derde klasse van de KNHB.